# Golema psina
Golema psina (lat. Cetorhinus maximus) je druga najveća vrsta riba, nakon kitopsine. To je kozmopolitska migratorna vrsta, koje se nalazi u svim svjetskim oceanima s umjerenom temperaturom.

## Opis
Golema psina je obično sivo-smeđe boje i često se čini da ima šareni izgled. Zubi su vrlo mali i brojni, po 100 u redu. Zubi imaju jednu koničnu kvržicu, zakrivljenu unatrag i jednaki su na gornjoj i donjoj čeljusti. Sporo se kreće i hrani se planktonom, tako da filtrira vodu. Ima anatomske prilagodbe za hranjenje filtriranjem, kao što su uvelike proširena usta i visoko razvijene škrge. Oblik usta je konusan.
Nisu agresivni i općenito su bezopasni za ljude.

## Rasprostranjenost
Goleme psine su migrirajuća vrsta i vjeruje se da prezimljuju u dubokim vodama.

## Ugroženost i zaštita
Dugo vremena, radilo se o komercijalno važnoj ribi, kao izvoru ljudske hrane, stočne hrane i za dobivanje ulja. Izlovljavani su i zbog velike vrijednosti leđne peraje i procjenjuje se da je veličina globalne populacije kroz zadnje tri generacije (102 godine) pala za 50-79%. Iako ih se više ne lovi, česta su neposredna žrtva ribolova. Prekomjerni izlov u prošlosti doveo je do nestanka nekih populacija, a drugima je potrebna zaštita. Smatra se da postoji više od 20.000 jedinki i da se globalna populacija počinje stablizirati otkad je lov zabranjen.